# Небель, Карл

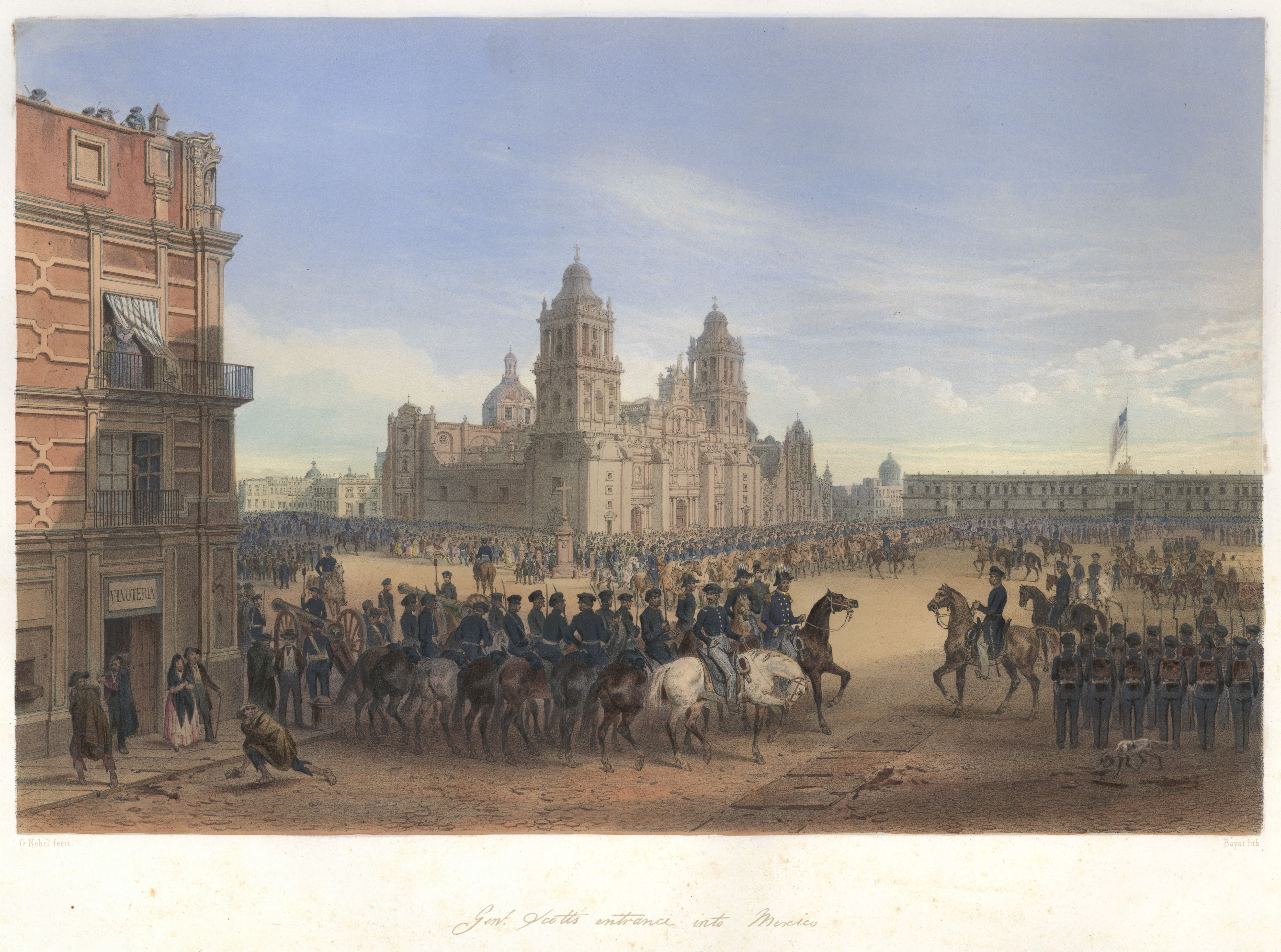
Войска У.Скотта вступают на Площадь Конституции (Мехико) во время Американо-мексиканской войны

Карл Небель Хабес (Карлос Небель) (нем. Carl Nebel; 18 марта 1805, Альтона, Гамбург, Германский союз — 4 июня 1855, 	
Болонья, Папская область) — немецкий архитектор, художник, график и рисовальщик.

## Биография
Образование получил в Гамбурге и Париже, после чего отправился в Америку . С 1829 до 1834 год жил в Мексике.

## Творчество

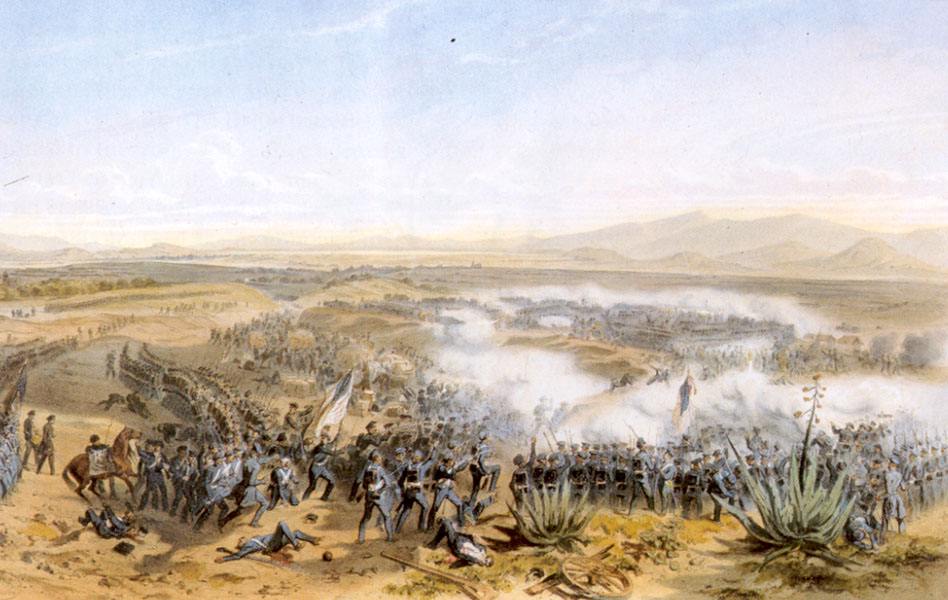
Сражение при Контрерас в 1847 г., литография по рисунку Карла Небеля

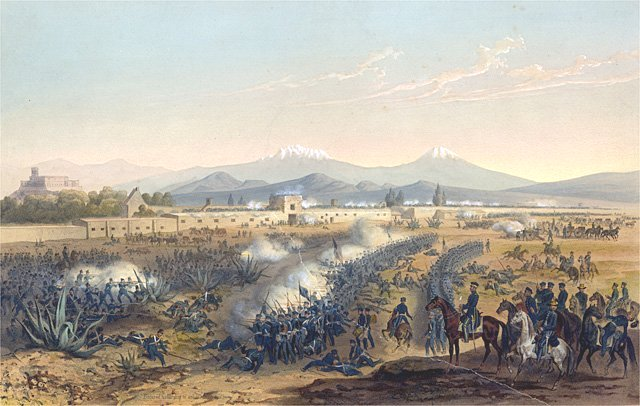
Сражение при Молино-дель-Рей, литография по рисунку Карла Небеля

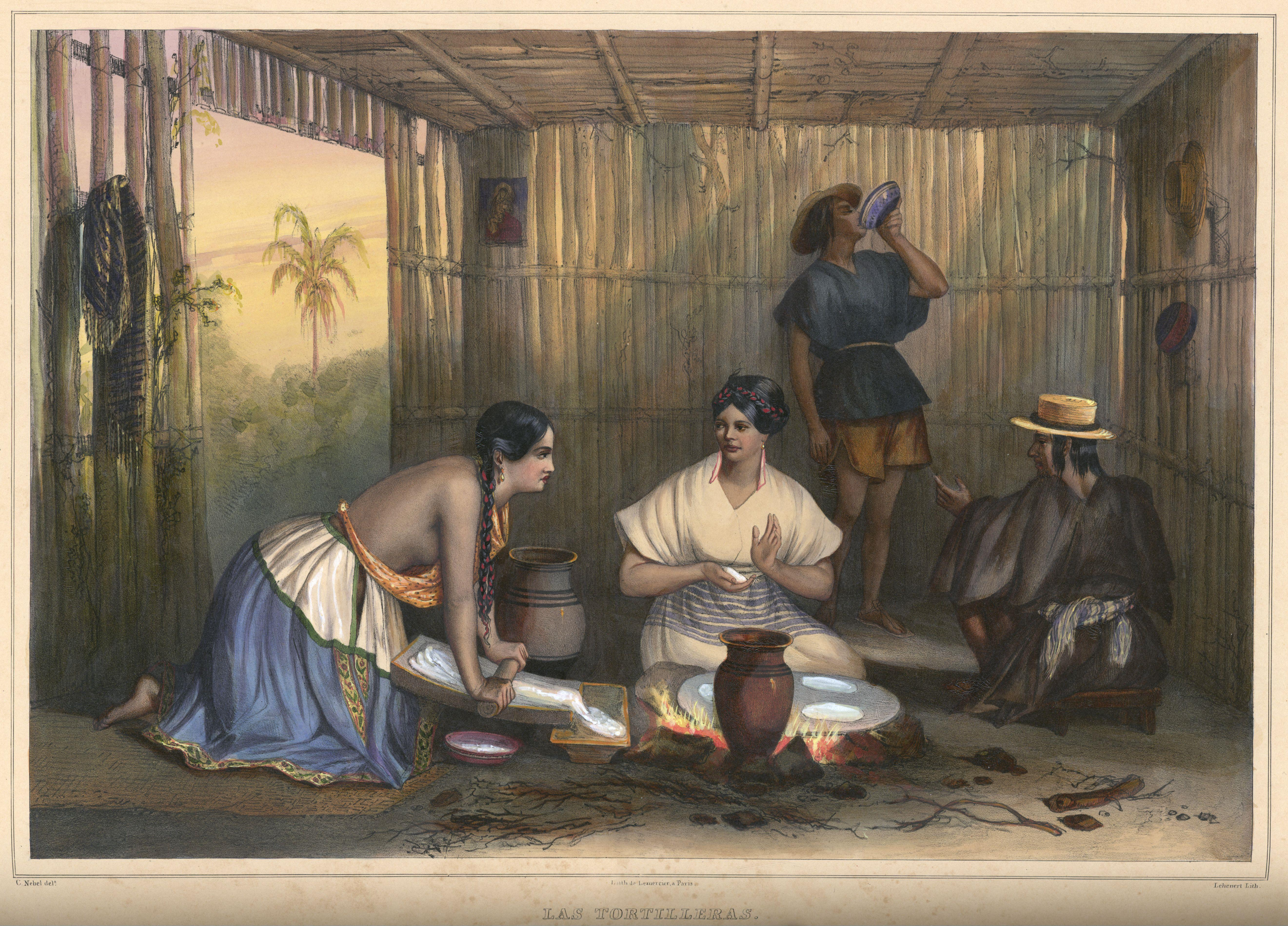
Мексиканки, готовящие тортильи (кукурузный лаваш).

Немец по происхождению, Карл Небель создавал литографии различных социальных и этнических групп населения Мексики.
В 1836 году опубликовал в Париже своё знаменитое иллюстрированное описание этой страны «Voyage pittoresque et archéologique dans la partie la plus intéressante du Méxique» , которое вмещало 50 литографий с его картин и рисунков. Двадцать из них были ручной работы. Вступление к книге написал Александр фон Гумбольдт.
В 1851 году вместе с Джорджем Уилкинсом Кендалом, следовавшим во время Американо-мексиканской войны за армией США в качестве корреспондента, опубликовал некоторые из своих батальных картин об этих событиях в книге «Война между США и Мексикой». Книга содержала двенадцать литографий, выполненных Адольфом Жаном-Батистом Байо и напечатанных Жозефом Лемерсье - ведущей литографической командой того времени.